# Île d'Apipé
L'île d'Apipé est une île d'Argentine qui s'étire sur 25 kilomètres, le long du Rio Paraná. Elle est située à l'extrémité nord de l'Argentine, la partie du Paraná située au nord de l'île marquant la frontière entre l'Argentine et le Paraguay.
Si elle appartient à la province de Corrientes, elle en est séparée par un chenal maritime appartenant au Paraguay ; l'île d'Apipé (et plusieurs autres îlots exclusivement entourés de zones maritimes appartenant au Paraguay) constituent une enclave.